# Új-zélandi Munkáspárt
Az Új-zélandi Munkáspárt (angolul: New Zealand Labour Party, maoriul: Rōpū Reipa o Aotearoa, röviden: Labour vagy Reipa) új-zélandi balközép  politikai párt. A párt programja a párt alapító ideológiájának a demokratikus szocializmust tartja, megfigyelők szerint szociáldemokrata irányultságú.
A Munkáspárt Új-Zéland legrégebbi, még ma is tevékenykedő pártja. 1916-ban alakult számos szocialista párt és szakszervezet összeolvadásával. A Munkáspárt és legfőbb riválisa, az Új-zélandi Nemzeti Párt, az 1930-as évek óta dominálja az új-zélandi politikai életet.
A mai napig Új-Zélandnak hat munkáspárti kormánya volt tíz miniszterelnökkel az élén. A párt először 1935-1949 között volt hatalmon, és ekkor fektette le új-zélandi jóléti állam és szociális szolgáltatások alapjait. Az 1984-1990 közötti időszakban a munkáspárti kormányok privatizálták az állami tulajdon nagy részét és csökkentették az állam gazdasági szerepét.
A 2017-es parlamenti választások során a Munkáspárt Jacinda Ardern vezetésével a 2005-ös választások óta a legjobb eredményét érte el. A szavazatok 36,9%-át és a 120 képviselőházi mandátumból 46-ot szerzett meg. A választások után a Munkáspárt kisebbségi koalíciót alkotott az Új-Zéland az Első párttal, és a Zöld Párt támogatásával. Chris Hipkins a párt jelenlegi pártvezére és Új-Zéland miniszterelnöke.